# Jean Ajalbert
Jean Ajalbert (Clichy-la-Garenne, 10 giugno 1863 – Cahors, 14 gennaio 1947) è stato uno scrittore, poeta, critico d'arte e avvocato francese.
Il suo debutto letterario avvenne con versi impressionistici: Sur le vif, Paysages de femmes (entrambi del 1886) e altre raccolte poetiche. Verso la fine del secolo, Ajalbert frequentava gli ambienti simbolisti e decadenti, ai quali possono essere assimilati i suoi primi romanzi d'impostazione naturalistica: En amour (1890), La tournée (1901). Scrisse vari volumi sulla natia Alvernia e riunì gli scritti di Arsène Vermenouze, poi pubblicati nel 1939. I numerosi saggi di Ajalbert vertono su argomenti differenti, spaziando dall'architettura agli arazzi fino alla pirateria, all'aviazione, alla vita nel Laos (Sao Van Di, 1905) o in Indocina, al Roland Garros o all'Académie Goncourt (della quale fece parte dal 1917 al 1947).
A partire dagli anni trenta, Ajalbert si dedicò alla redazione di vari volumi di memorie nei quali ritorna con nostalgia alla «Belle époque». In queste opere mostrò il suo attaccamento al Generale Boulanger e si proiettò nuovamente nell'epoca del simbolismo, durante la quale egli conobbe un poco di successo.
Durante la Seconda guerra mondiale, collaborò a L'Émancipation nationale di Jacques Doriot, organo del Partito Popolare Francese (PPF).
Scrisse anche novelle (Le cœur gros, 1894; Celles qui passent, 1898), libri di viaggio e opere drammatiche.

## Opere
- Notes sur Berlin, Parigi, Tresse & Stock, 1894.
- Veillées d'Auvergne, Parigi, Flammarion, 1894 (ed. definitiva: 1926).
- Sous le sabre, Parigi, Éd. de la Revue Blanche, 1898.
- Une enquête sur les droits de l'artiste, Parigi, Stock, 1905.
- Bas de soie et pieds nus, Parigi, Bibliothèque générale d'éditions, 1907.
- La piraterie en Indochine, Parigi, Fayar, 1909.
- Le château de la Malmaison, Parigi, Éd. d'Art, 1911.
- Dans Paris la Grande Ville. Sensations de Guerre, Parigi, Crès, 1916.
- L'aviation au-dessus de tout, Parigi, Crès, 1916.
- Sao Van Di. Mœurs du Laos, Parigi, Flammarion, 1923.
- Autour des Cartons de Beauvais, Beauvais, Manufacture nationale de Beauvais, 1924.
- La passion de Roland Garros, 2 vol., Parigi, Éditions de France, 1926.
- Les livres du Pays, Clermont-Ferrand, L'Auvergne Littéraire, 1926.
- Les mystères de l'Académie Goncourt, Parigi, Ferenzi et fils, 1929.
- Raffin Su-Su, Parigi, Gallimard, 1930.
- L'en-avant de Frédéric Mistral, Raphalès-les-Arles, Éditions du Midi, 1931.
- Clémenceau, Parigi, Gallimard, 1931.
- L'Indochine par les français, Parigi, Gallimard, 1931.
- Auvergne, Albin Michel, 1932.
- Feux et cendres d'Auvergne, Parigi, La Renaissance de Livre, 1934.
- L'Italie en silence et Rome sans amour, Parigi, Albin Michel, 1935.
- Mémoires à rebours. Briand à trente ans, Parigi, Mercure de France, 1936.
- Mémoires en vrac du temps du symbolisme, 1889-1890, Parigi, Albin Michel, 1938.
- Mémoires sur une tombe. Les amants de Royat: Général Boulanger et Mme de Bonnemains, Parigi, Albin Michel, 1939.
- Ces phénomènes artisans de l'Empire, Parigi, Aubanel, 1941.